# Franz Xaver Streitwieser
Franz Xaver Streitwieser (Laufen, 16 september 1939 – Lake Wales, 8 november 2021) was een Duits trompettist, musicoloog, verzamelaar en filantroop.

## Biografie

### Opleiding en muziekcarrière
Streitwieser werd in 1939 geboren in Beieren en slaagde in 1961 in Oostenrijk aan de Universität für Musik und Darstellende Kunst "Mozarteum" Salzburg. In 1963 ging hij voor studie naar de Verenigde Staten en slaagde in 1965 voor een postdoctorale opleiding aan de Juilliard School in New York.
Ondertussen trad hij in 1957 aan als tweede trompettist bij de Camerata Academica Orchestra in Salzburg. Aansluitend was hij dat van 1963 tot 1972 voor het Filharmonisch Orkest in Trier was hij eerste trompettist van 1965 tot 1972 voor het Filharmonisch Orkest van Freiburg.
In 1973 richtte hij in West Chester, Pennsylvania, het Delaware Trumpet Ensemble op. Daarnaast was hij van 1973 tot 1975 eerste trompettist voor het Delaware Symphony in Wilmington, Delaware. Vanaf 1982 was hij tweede trompettist voor het Symphony and Chamber Orchestra in Pottstown en vanaf 1983 eerste trompettist voor de All-American Cornet Band in West Chester.

### Docent en verzamelaar
Ernaast  gaf Streitwieser les aan de Universiteit van Freiburg, van 1972 tot 1975 als een W2-Professur (universitair hoofddocent) en vervolgens tot 1978 als assistent hoogleraar muziek aan de Pädagogische Hochschule van dezelfde universiteit. In 1980 was hij medeoprichter en dirigent van de Sudelendeubohe Ostermusik-Tage in Regensburg.
In 1981 werd hij onderscheiden met de Adalbert-Stifter-Preis voor zijn muziekonderzoek. In 1985 behaalde hij zijn mastergraad aan de universiteit van South Dakota.
Hij bouwde een omvangrijke muziekcollectie op van meer dan duizend stukken. Hiermee zette hij een klein privémuseum op in Pennsylvania dat naam verwierf onder kenners. Zijn collectie werd in de jaren negentig naar Europa overgebracht. Hier is het sinds circa 1996 te zien in het Musikinstrumentenmuseum in het 13e-eeuwse Schloss Kremsegg in Kremsmünster in Oostenrijk.
Op 8 november 2021 overleed Streitwieser in zijn slaap. Ongeveer tien jaar daarvoor was hij gediagnosticeerd met Alzheimer.